# Guanciale

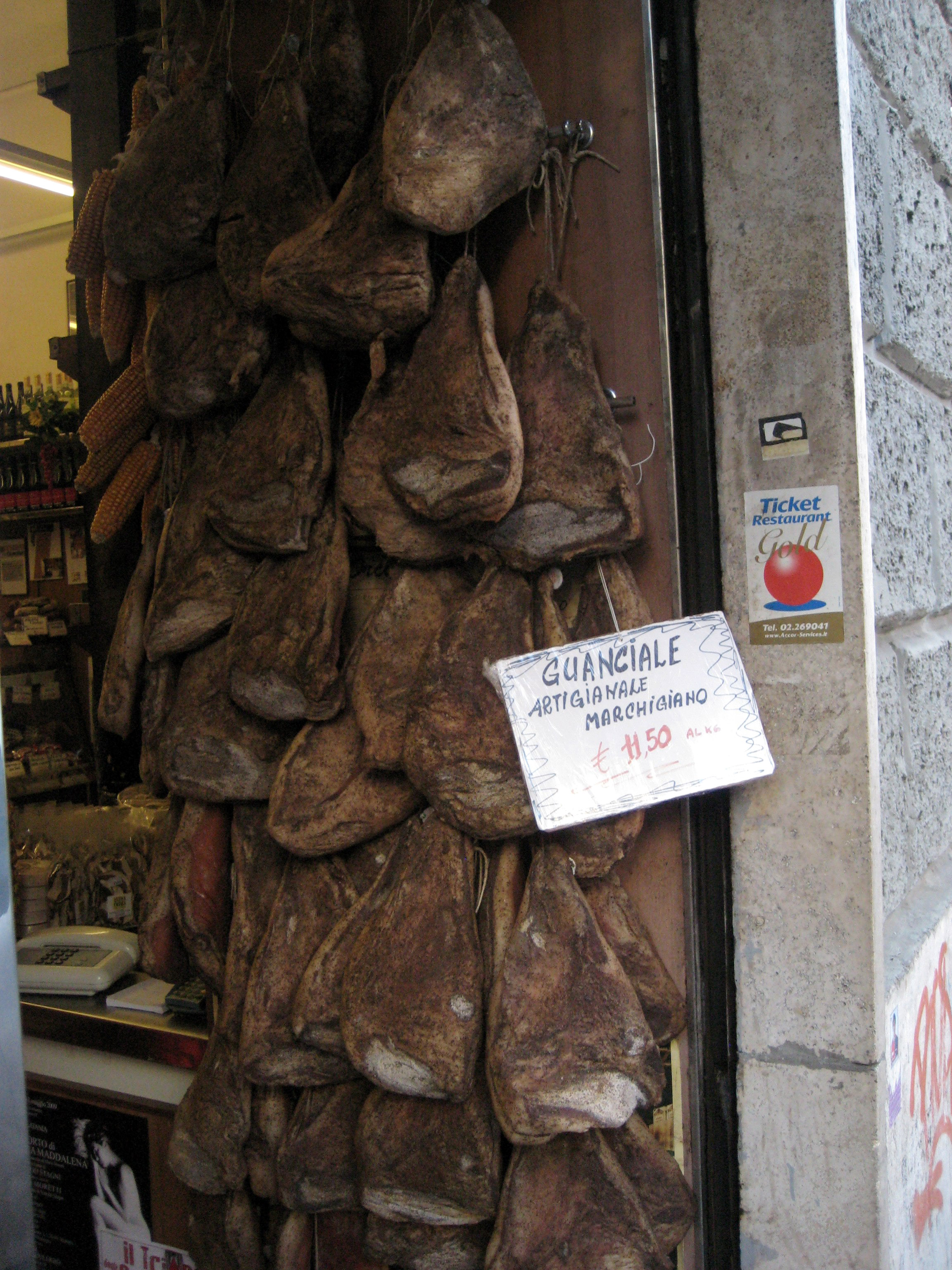
Guanciale in einem Laden in Trastevere

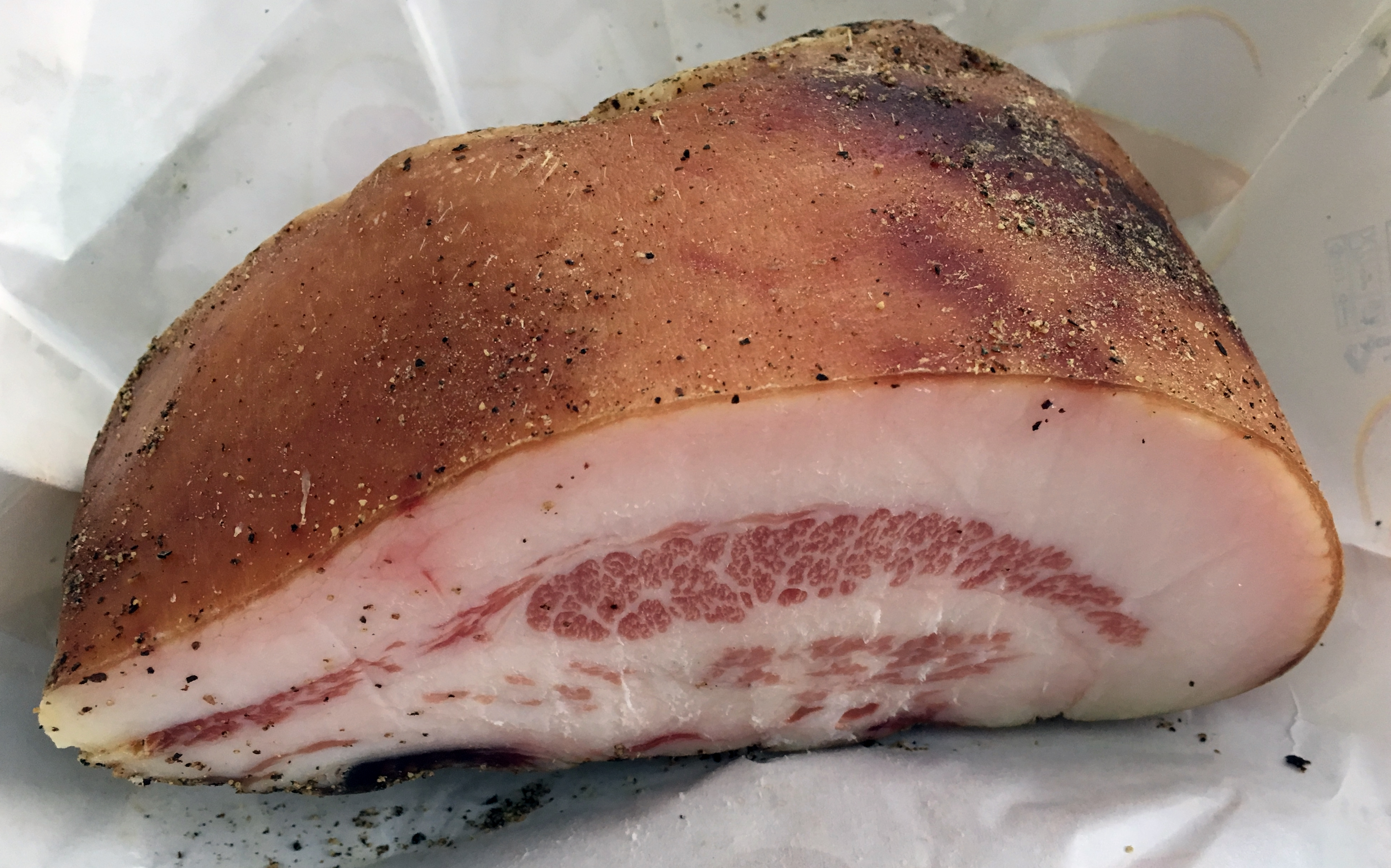
Guanciale al Pepe

Guanciale ist ein aus der Schweinebacke (italienisch guancia) oder dem Schweinenacken hergestellter luftgetrockneter, ungeräucherter Speck aus dem Latium und angrenzenden Regionen Italiens.
In der Liste der traditionellen und typischen Produkte der Region Latium sind zwei Sorten geschützt.
- Der Guanciale amatriciano wird in den Gemeinden Amatrice und Accumoli hergestellt und ein bis drei Monate gereift. Er wird mit schwarzem Pfeffer oder Peperoncino gewürzt.[1]
- Der Guanciale dei Monti Lepini wird aus dem Backenspeck der seltenen Schweineart Nero dei Monti Lepini in der Gemeinde Carpineto Romano hergestellt.[2]

Verwendet wird Guanciale meist in Streifen oder Würfel geschnitten und angebraten als Kochzutat, z. B. zu Spaghetti all’amatriciana, Spaghetti alla carbonara oder den Fave col guanciale, einem traditionellen Gericht aus Saubohnen und Speck.
Guanciale kann durch die ähnlich hergestellte Pancetta ersetzt werden, die allerdings aus dem Bauchspeck des Schweins hergestellt wird. Guanciale hat einen höheren Fettgehalt, etwa 70 % gegenüber 50 % bei Pancetta und einen intensiveren Geschmack.
Eine geräucherte Variante von Guanciale wird in Ploaghe auf Sardinien hergestellt; die verwendeten Schweine sind eine Kreuzung aus Wildschweinen und frei laufenden Weideschweinen.